# Батжаргалын Одхуу
Батжаргал(ын) Одхуу (род. 11 марта 1977, Баянхутаг, Хэнтий) — монгольский самбист и дзюдоист, бронзовый призёр чемпионатов мира по самбо, бронзовый призёр чемпионата Азии по дзюдо 2003 года, участник летних Олимпийских игр 2000 года в Сиднее и 2004 года в Афинах. По самбо выступал в полутяжёлой весовой категории (до 100 кг).
На Олимпиаде 2000 года монгол в первой же схватке уступил китайцу Су Жимину и выбыл из борьбы за медали. На следующей Олимпиаде монгол также в первой схватке проиграл грузину Ивери Джикураули и снова остался без олимпийских наград.